# Putignano
Putignano é uma comuna italiana da região da Puglia, província de Bari, com cerca de 27.593 habitantes. Estende-se por uma área de 99 km², tendo uma densidade populacional de 279 hab/km². Faz fronteira com Castellana Grotte, Conversano, Gioia del Colle, Noci, Turi.

## Demografia
| Variação demográfica do município entre 1861 e 2011                               |
|                                                                                   |
| Fonte: Istituto Nazionale di Statistica (ISTAT) - Elaboração gráfica da Wikipedia |